# Lindsey McKeon
Lindsey McKeon (* 11. März 1982 in Summit, New Jersey) ist eine US-amerikanische Schauspielerin.

## Leben und Leistungen
McKeon wuchs als Einzelkind in Los Angeles auf. Ab dem Alter von zehn Jahren trat sie in Werbespots auf. Im Jahr 1995 absolvierte sie ihren ersten der zwei Gastauftritte in der Fernsehserie Das Leben und Ich. In den Jahren 1996 bis 2000 trat sie in der Fernsehserie Saved by the Bell: The New Class auf. Diese Rolle brachte ihr im Jahr 1997 gemeinsam mit einigen anderen Darstellern eine Nominierung für den Young Artist Award. In den Jahren 1998, 1999 und 2000 wurde sie für den YoungStar Award nominiert.
McKeon übernahm im Fernsehthriller Class Warfare eine der Hauptrollen. In den Jahren 2001 bis 2004 spielte sie in der Fernsehserie Springfield Story und wurde 2002 sowie 2003 für den Daytime Emmy nominiert. Im Filmdrama Chastity war sie erneut in einer Hauptrolle zu sehen. Im Filmdrama What Doesn’t Kill You spielte sie an der Seite von Ethan Hawke und Mark Ruffalo.
Seit dem 23. September 2013 ist McKeon mit ihrem langjährigen Partner Brant Hively verheiratet.

## Filmografie (Auswahl)
- 1996–2000: Saved by the Bell: The New Class
- 2000: Opposite Sex (Fernsehserie)
- 2001: Class Warfare
- 2001–2004: Springfield Story (Guiding Light)
- 2003: Shredder
- 2005/2010: One Tree Hill (Fernsehserie)
- 2005: Chastity
- 2005: It´s always sunny in Philadelphia (Fernsehserie)
- 2005: CSI: Miami (Fernsehserie)
- 2006–2007: Veronica Mars (Fernsehserie)
- 2006/2009/2010/2014: Supernatural (Fernsehserie)
- 2007: Cold Case – Kein Opfer ist je vergessen (Cold Case, Fernsehserie)
- 2007: Without a Trace – Spurlos verschwunden (Without a Trace, Fernsehserie)
- 2008: What Doesn’t Kill You
- 2009: The Land That Time Forgot
- 2010: Airline Disaster – Terroranschlag an Bord (Airline Disaster)
- 2010: Ey Mann – gib uns dein Auto! (Repo)
- 2012: 90210 (Fernsehserie)